# A Christmas Carol (film fra 2009)
A Christmas Carol er en amerikansk computeranimeret mørk fantasy- julefilm fra 2009, skrevet og instrueret af Robert Zemeckis. Den er baseret på Charles Dickens ' roman fra 1843 af samme navn og med Jim Carrey, Gary Oldman, Colin Firth, Bob Hoskins, Robin Wright Penn og Cary Elwes i hovedrollerne. Filmen blev produceret gennem processen med motion capture, en teknik brugt i Zemeckis' tidligere film The Polar Express og Beowulf . Det er Disneys tredje fortolkning af det klassiske eventyr efter Mickeys juleeventyr (1983) og The Muppet Christmas Carol (1992), og kun en af to film produceret af ImageMovers Digital .